# 代爾洛河
代爾洛河（烏克蘭語：Дерло），是烏克蘭的河流，位於該國西南部，屬於德涅斯特河的左支流，發源自斯捷潘基以東，流經文尼察州，河道全長45公里，流域面積223平方公里。

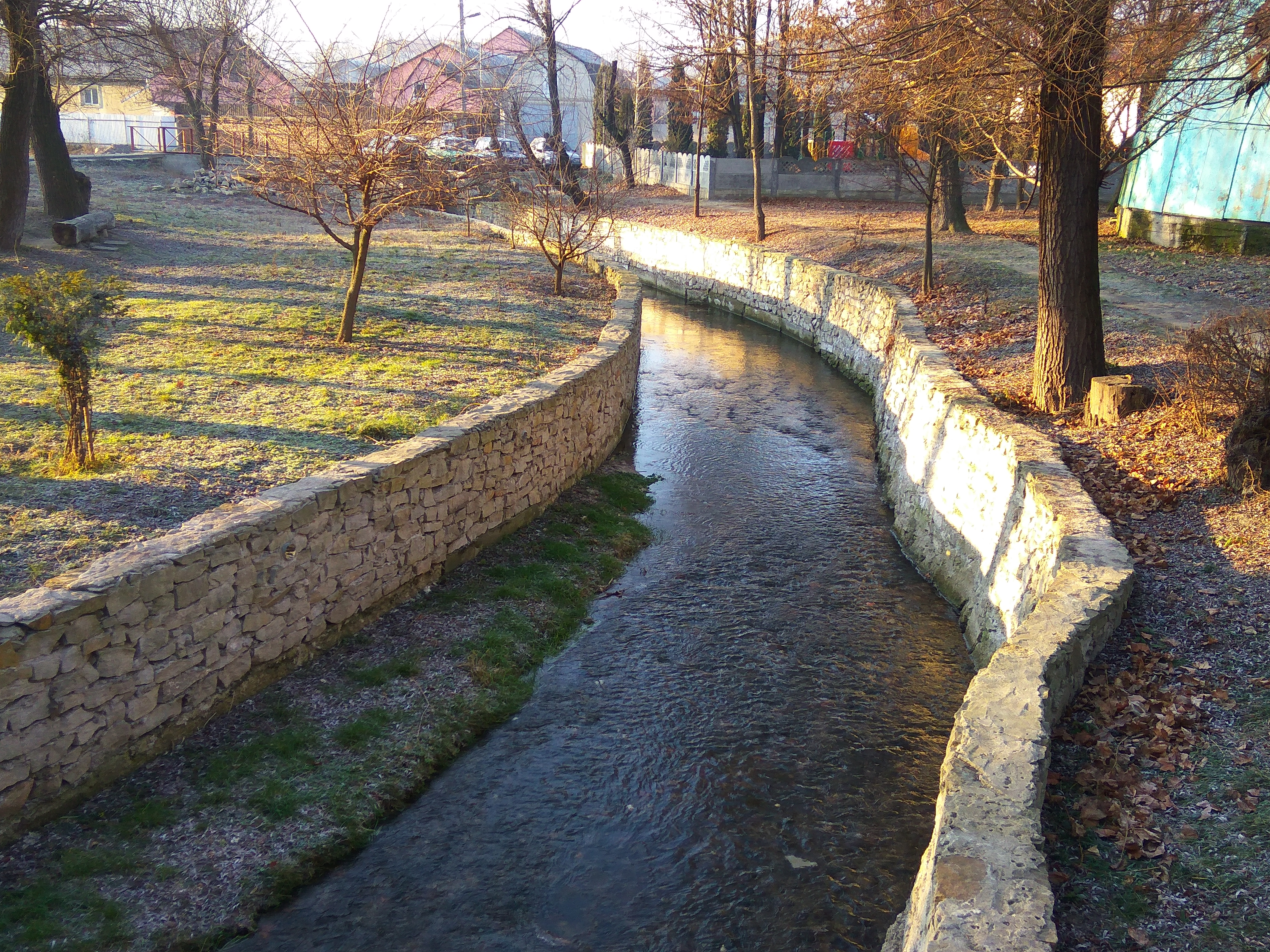
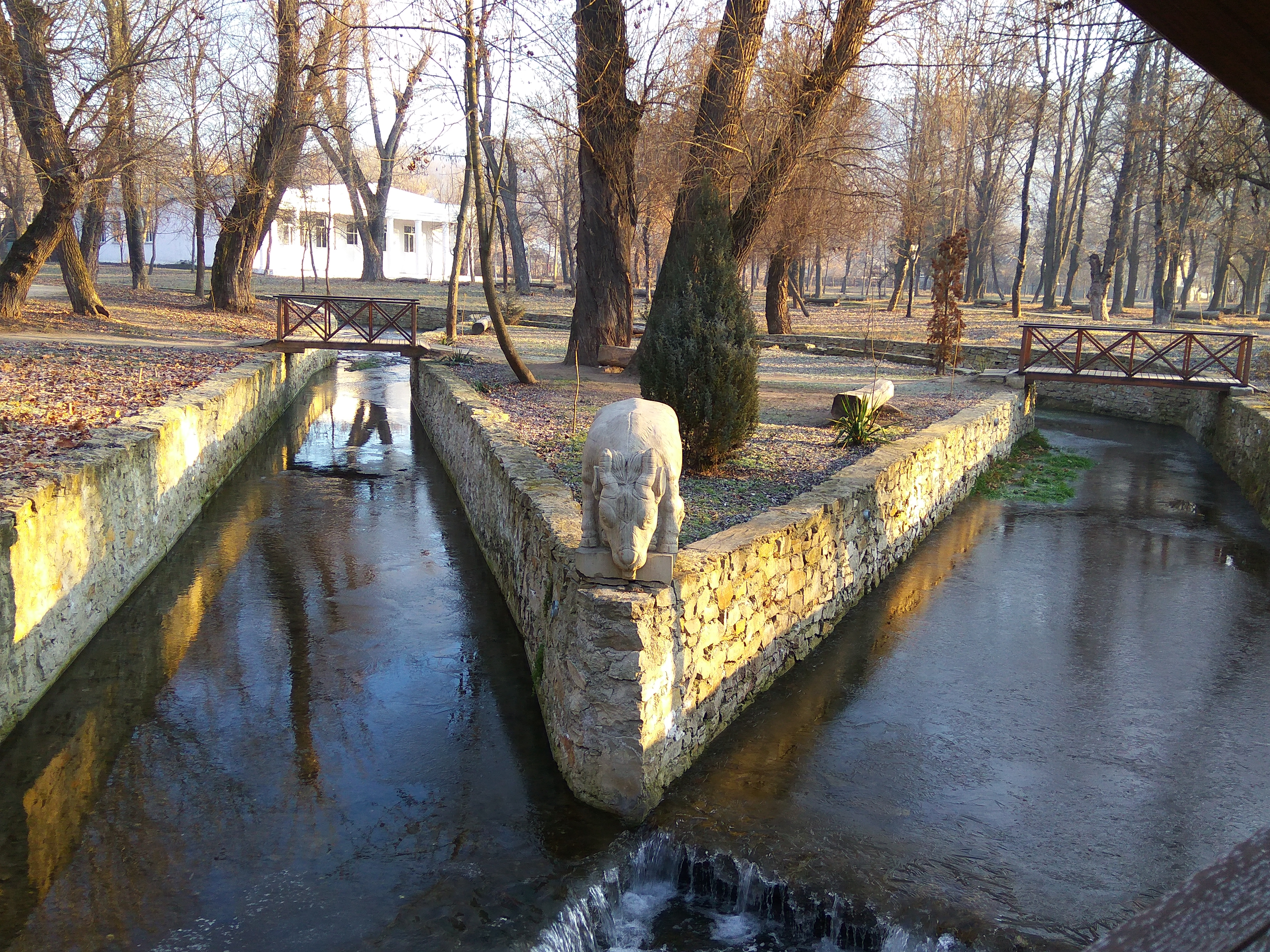
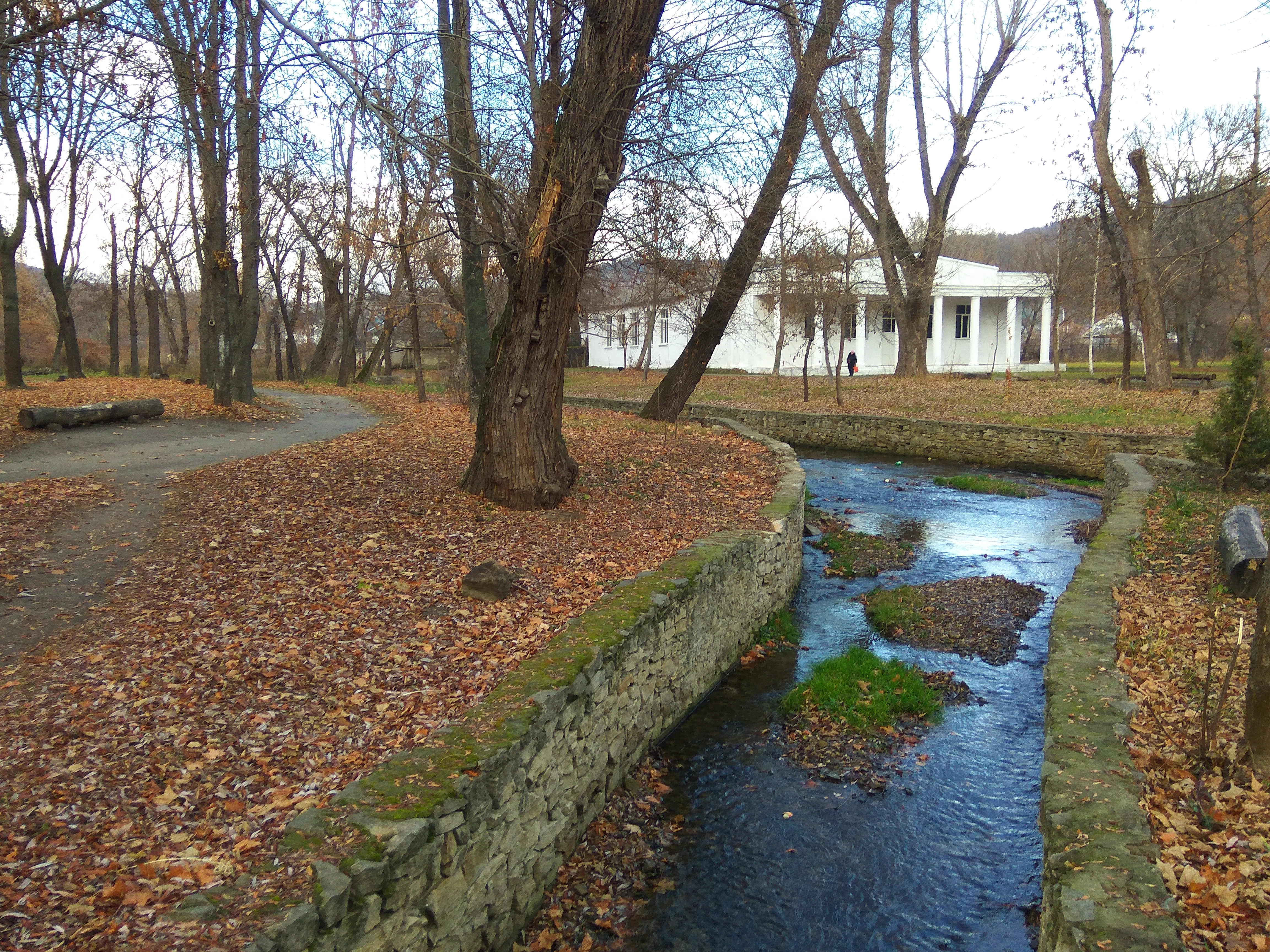